# Мовні регресії
Мо́вні регре́сії — мовні розлади, які спричинюють пошкодження деяких ділянок головного мозку.
Розрізняють такі основні афазії:
- Динамічна афазія — порушення здатності будувати предикацію (висловлювання, речення), важко називати дії.
- Аферентна моторна афазія — порушення контролю над власною мовою.
- Аграфія — порушення контролю писання.
- Сенсорна афазія фонетичної провідності («фонемна глухота») — порушення провідності від почутих звуків через образ до певного звукового поняття (фонематичний слух)
- Еферентна афазія — порушення здатності будувати синтагми.

До мовних регресій також відносять:
- Інтеративне мовлення — нереагування на співрозмовника
- Ехолалія — обмін репліками, що не проникає в семантику (несвідоме повторення слів співрозмовника)
- Різні неадекватні реакції.